# Alessandro Pansa (economista)
Alessandro Pansa (Mortara, 22 giugno 1962 – Roma, 11 novembre 2017) è stato un dirigente d'azienda ed economista italiano.

## Biografia
Nasce nel 1962, figlio di Giampaolo Pansa e Lidia Casalone. Si laureò con lode in Economia politica presso l'Università commerciale Luigi Bocconi di Milano, specializzandosi in Economia finanziaria e Unione monetaria. Ha anche frequentato la "Business Administration Graduate School" presso la New York University.
Pansa ha iniziato la sua carriera al Credito Italiano e all'Euromobiliare. Successivamente è diventato Senior Partner di Vitale Borghesi & C. dove ha supervisionato alcune operazioni di fusione e acquisizione e di Borsa come la quotazione di Arnoldo Mondadori Editore, l'offerta pubblica del Credito Romagnolo da parte del Credito Italiano, l'Ansaldo nel 2006 di cui poi sarà presidente nel 2008 e nel 2011.
Ha inoltre partecipato a operazioni di finanza aziendale per conto di Finmeccanica, Enel, Wind, Poste Italiane, Ferrovie dello Stato e Ministero del Tesoro italiano. Successivamente è stato nominato amministratore delegato e partner di Lazard, dove ha coordinato la privatizzazione e la flottazione di Finmeccanica per conto del Tesoro.
È entrato in Finmeccanica nel 2001 come Chief financial officer. È diventato direttore generale nel 2004, direttore operativo nel maggio 2011 e direttore finanziario. Nel febbraio 2013 Finmeccanica ha nominato Alessandro Pansa amministratore delegato in un periodo turbolento per l'azienda, all'inizio del quale ha centralizzato la gestione della funzione Acquisti e ha allontanato i dirigenti apicali di Agusta Westland e della Capogruppo che erano indagati dalla magistratura.
È stato CEO e direttore generale del Gruppo Finmeccanica fino al 15 maggio 2014, sotto il governo Renzi.
Pansa era membro del Consiglio di amministrazione e vicepresidente di Feltrinelli Editore e del Fondo strategico italiano (gruppo Cassa Depositi Prestiti). È stato anche membro del Consiglio per le relazioni tra Italia e Stati Uniti di Aspen Institute.
Dal 2006 al 2017 è stato professore di Finanza presso l'Università LUISS di Roma. È autore di articoli e saggi di carattere economico e finanziario.
È morto l'11 novembre 2017, a seguito di un infarto. Aveva 55 anni. Il padre gli ha scritto una lettera pubblicata su La Verità, il giornale a cui allora collaborava.

## Opere
- Antonio Missiroli e Alessandro Pansa, La difesa europea, Il melangolo, 2007
- Ferruccio de Bortoli, Enrico Letta e Alessandro Pansa, L' Europa tra Putin e Trump. Come ritrovare una ragione?, Arel, 2017
- Paolo Agnese e Alessandro Pansa, Finanza straordinaria, McGraw-Hill Create, 2017